# Lykoi
El lykoi o lýkoi (pl. del griego λῠ́κος lýkos ‘lobo’), comúnmente llamado gato lobo y, a veces, gato hombre lobo, es el resultado de la mutación natural de un gato doméstico de pelaje corto, cuya apariencia se relaciona a la idea popular de un hombre lobo.
La mutación se ha producido en gatos domésticos durante los últimos veinte años. Las primeras mutaciones espontáneas del lykoi se descubrieron en Virginia y luego en Tenesí, seguidas de una mutación natural encontrada en Italia en 2014 en Brescia, esta última que contribuyó a la ampliación del acervo génico de la raza en Europa iniciando en Francia en 2013. En julio de 2016, otra mutación natural apareció esta vez en la ciudad francesa de Estrasburgo y los gatos resultantes de esta mutación natural se integrarán en el programa de creación de la raza iniciado en Francia por Christine Boulanger, importadora de la raza en Europa desde 2013.
La Universidad de California en Davis de los Estados Unidos ha realizado pruebas de ADN para confirmar que los gatos lykoi no son portadores del gen Sphynx/Devon Rex.

## Etimología
La voz «lykoi» deriva del griego antiguo λῠ́κοι lýkoi, y este plural de λῠ́κος lýkos, que significa ‘lobo’, esto debido a la apariencia lobuna característica en esta raza felina.

## Características
El lykoi varía desde completamente cubierto de pelaje hasta parcialmente sin pelaje. A veces, pueden perder todo su pelaje, lo que hace que se vea como un gato esfinge, pero vuelve a crecer. Los lykoi son genéticamente distintos de los canadienses Sphynx. El pelaje es único en apariencia, ya que se asemeja al pelaje de una zarigüeya cuando está mayormente cubierto. Los estándares exigen un abrigo ruano negro sólido, una cabeza en forma de cuña y un cuerpo ágil de peso sólido sin volumen excesivo. Se dice que los lykoi son amigables y no desafían su comportamiento. Muestran un alto nivel de afecto por sus dueños.
El lykoi cuando nace apenas tienen pelo alrededor de los ojos, hocico, orejas y tripa y aunque a medida que van haciéndose mayores van ganando pelo y espesor, no todos consiguen tener el cuerpo completamente cubierto de pelo y estas zonas se quedan despejadas incluso en su etapa adulta.
Así mismo, un gato lykoi mediano puede pesar entre 4 y 6 o 7 kilos y que, como en el resto de gatos, los machos son ligeramente más grandes que las hembras.
Una característica única de esta raza de gato es que el lykoi muda mucho cuando es mayor, pero le vuelve a crecer su pelaje más tarde en la vida dependiendo de la temporada. La capa que falta en la cara del lykoi le da a la raza una apariencia similar a la de un hombre lobo.

## Historia
Dos camadas diferentes de gatos domésticos de pelaje corto con el gen lykoi fueron adoptados de un rescate después de ser descubiertos en el estado estadounidense de Virginia en 2010, por Patti Thomas, quien cofundó y nombró la raza, y en 2011, un segundo par se ubicó en el estado estadounidense de Tenesí, por Johnny Gobble.
El lykoi se presentó ante el registro de la Asociación Internacional de Gatos (TICA) en 2012 y pasó al estado «Solo registro» por consentimiento unánime. La raza ahora es reconocida como una raza de campeonato y pudo comenzar a competir contra otras razas de campeonato a partir de mayo de 2017 con la Asociación. Actualmente se está trabajando para ampliar el programa de mejoramiento.
El lykoi es un gen natural en la población de gatos monteses. La raza lykoi fue fundada en 2011 por Johnny Gobble, Brittney Gobble y Patti Thomas cuando dos camadas de gatitos no relacionados se presentaron a los fundadores como gatos únicos. Los Gobble hicieron evaluaciones de salud cuidadosas para asegurarse de que la apariencia inusual del gato no fuera causada por una enfermedad o dolencia. Para demostrar que era un gen, Johnny Gobble crio a dos de los gatos no emparentados para producir el primer lykoi criado intencionalmente. Dado que la madre de una camada era una gata doméstica negra, comenzó un cruce extenso con gatos domésticos negros de pelaje corto. Con el tiempo, se determinó que el gen era recesivo y, para continuar reduciendo la endogamia genética, se realizaron más cruces con los gatos domésticos negros. Todavía hay gatos lykoi nacidos de la población de gatos monteses y, a veces, pueden usarse en el programa de cría. Una vez que se alcanza el estado de campeonato, debe haber suficientes cruces para garantizar que la endogamia sea mínima.

## Controversia
Muchos criadores de razas felinas han sido objeto de controversia, pero el lykoi es el resultado de una mutación completamente natural. En noviembre de 2015, la Asociación de Criadores de Gatos especifica que el lykoi no fue reconocido por ella como raza provisional. Sin embargo, ha sido reconocido como una raza de gato de campeonato por la Asociación Internacional de Gatos y, el Libro oficial de los orígenes felinos (LOOF) desde el 1 de enero de 2019.

## Pelaje
En la Universidad de Tennessee, los dermatólogos examinaron a los lykoi en busca de anomalías en la piel. Junto con las muestras de biopsia de piel, los dermatólogos no pudieron encontrar ninguna razón para el patrón del pelaje. Lo que sí encontraron es que algunos folículos pilosos carecían de todos los componentes necesarios para crear cabello (razón por la cual el lykoi carece de una capa interna). También encontraron que los folículos que podían producir cabello carecían del equilibrio adecuado de estos componentes para mantener el cabello (razón por la cual el lykoi muda y puede volverse casi completamente calvo de vez en cuando). Se determinó, con cría de prueba, que era una verdadera mutación natural.

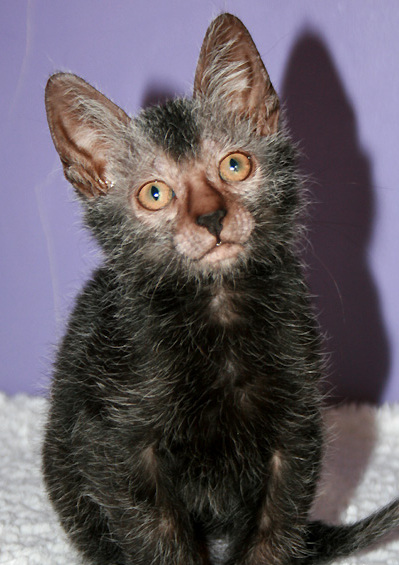
Gato lykoi joven de pelaje negro.

## Actualidad
Hoy en día hay cerca de treinta granjas lykoi, incluidas dos en Francia (La Vallée des Dieux y The Twilight Werewolf) y otras doce en el resto de Europa.